# Formula–1 ausztrál nagydíj

Adelaide városi pályája (hosszú)

Adelaide városi pályája (rövid)

Phillip Island Circuit

A Formula–1 ausztrál nagydíj a Formula–1 egyik nagydíja, melyet 1985 óta rendeznek meg évente. Az első 11 évben Adelaide adott helyszínt a futamoknak, 1996 óta pedig a Melbourne-i Albert Parkban rendezik meg a versenyt.
Az adelaide-i versenyek idényzárók voltak, két alkalommal dőlt el rajtuk az egyéni világbajnoki cím: 1986-ban Alain Prost javára a Williams pilótáival szemben, 1994-ben Michael Schumacher javára Damon Hill-lel szemben. A melbourne-i futamok viszont többnyire szezonnyitók, így az utóbbi években a legtöbb pilóta itt futotta első versenyét.
A 2001-es ausztrál nagydíjon történt az a baleset, mikor az 51 éves pályabíró, Graham Beveridge meghalt. A kanadai Jacques Villeneuve leszakadt gumija ütközött vele és még a baleset helyszínén életét vesztette.
Az 1995-ös versenyen, még Adelaide-ben történt egy baleset. Mika Häkkinen olyan szerencsétlenül találta el a gumifalat, hogy a sérülés következtében egy napra kómába esett.
A Formula–1 előtt, a Grand Prix-versenyzés időszakában is rendeztek ausztrál nagydíjakat, illetve később, az F1 alatt sem mindig számított be a világbajnokság végeredményébe. Az F1 és a Grand Prix-szabályozáson kívül az ausztrál autóversenyzők bajnoksága és a Tasman Series rendezett ausztrál nagydíjat.
A futamot 2020-ban és 2021-ben nem rendezték meg a koronavírus-járvány miatt. 2022-ben a Formula–1 visszatért Ausztráliába, az Albert Park pálya új vonalvezetésén.
2022 júniusában 2035-ig meghosszabbították a verseny rendezői és a Formula–1 jogtulajdonosai közötti szerződést, amit még decemberben további két évvel meghosszabbítottak. A megegyezés egyik feltétele az volt, hogy ebben az időszakban legalább négy alkalommal az ausztrál nagydíj lesz a szezonnyító verseny.

## Szponzorok
Mitsubishi Australian Grand Prix 1985

Foster's Australian Grand Prix 1986–1993, 2002–2006

Adelaide Australian Grand Prix 1994

EDS Australian Grand Prix 1995

Transurban Australian Grand Prix 1996

Qantas Australian Grand Prix 1997–2001, 2010–2012

ING Australian Grand Prix 2007–2009

Rolex Australian Grand Prix 2013–2020

Heineken Australian Grand Prix 2022–

## Futamgyőztesek
A piros háttérrel jelzett versenyek nem Formula–1-es versenyek voltak, vagy nem számítottak be a világbajnokság végkimenetelébe.
| Év       | Versenyző                        | Konstruktőr                      | Pálya             | Összefoglaló      |
| -------- | -------------------------------- | -------------------------------- | ----------------- | ----------------- |
| 2025     | Lando Norris                     | McLaren                          | Melbourne         | Összefoglaló      |
| 2024     | Carlos Sainz                     | Ferrari                          | Melbourne         | Összefoglaló      |
| 2023     | Max Verstappen                   | Red Bull                         | Melbourne         | Összefoglaló      |
| 2022     | Charles Leclerc                  | Ferrari                          | Melbourne         | Összefoglaló      |
| 2021     | Törölve a Covid19-pandémia miatt | Törölve a Covid19-pandémia miatt | Melbourne         |                   |
| 2020     | Törölve a Covid19-pandémia miatt | Törölve a Covid19-pandémia miatt | Melbourne         | Összefoglaló      |
| 2019     | Valtteri Bottas                  | Mercedes                         | Melbourne         | Összefoglaló      |
| 2018     | Sebastian Vettel                 | Ferrari                          | Melbourne         | Összefoglaló      |
| 2017     | Sebastian Vettel                 | Ferrari                          | Melbourne         | Összefoglaló      |
| 2016     | Nico Rosberg                     | Mercedes                         | Melbourne         | Összefoglaló      |
| 2015     | Lewis Hamilton                   | Mercedes                         | Melbourne         | Összefoglaló      |
| 2014     | Nico Rosberg                     | Mercedes                         | Melbourne         | Összefoglaló      |
| 2013     | Kimi Räikkönen                   | Lotus-Renault                    | Melbourne         | Összefoglaló      |
| 2012     | Jenson Button                    | McLaren-Mercedes                 | Melbourne         | Összefoglaló      |
| 2011     | Sebastian Vettel                 | Red Bull-Renault                 | Melbourne         | Összefoglaló      |
| 2010     | Jenson Button                    | McLaren-Mercedes                 | Melbourne         | Összefoglaló      |
| 2009     | Jenson Button                    | Brawn-Mercedes                   | Melbourne         | Összefoglaló      |
| 2008     | Lewis Hamilton                   | McLaren-Mercedes                 | Melbourne         | Összefoglaló      |
| 2007     | Kimi Räikkönen                   | Ferrari                          | Melbourne         | Összefoglaló      |
| 2006     | Fernando Alonso                  | Renault                          | Melbourne         | Összefoglaló      |
| 2005     | Giancarlo Fisichella             | Renault                          | Melbourne         | Összefoglaló      |
| 2004     | Michael Schumacher               | Ferrari                          | Melbourne         | Összefoglaló      |
| 2003     | David Coulthard                  | McLaren-Mercedes                 | Melbourne         | Összefoglaló      |
| 2002     | Michael Schumacher               | Ferrari                          | Melbourne         | Összefoglaló      |
| 2001     | Michael Schumacher               | Ferrari                          | Melbourne         | Összefoglaló      |
| 2000     | Michael Schumacher               | Ferrari                          | Melbourne         | Összefoglaló      |
| 1999     | Eddie Irvine                     | Ferrari                          | Melbourne         | Összefoglaló      |
| 1998     | Mika Häkkinen                    | McLaren-Mercedes                 | Melbourne         | Összefoglaló      |
| 1997     | David Coulthard                  | McLaren-Mercedes                 | Melbourne         | Összefoglaló      |
| 1996     | Damon Hill                       | Williams-Renault                 | Melbourne         | Összefoglaló      |
| 1995     | Damon Hill                       | Williams-Renault                 | Adelaide          | Összefoglaló      |
| 1994     | Nigel Mansell                    | Williams-Renault                 | Adelaide          | Összefoglaló      |
| 1993     | Ayrton Senna                     | McLaren-Ford                     | Adelaide          | Összefoglaló      |
| 1992     | Gerhard Berger                   | McLaren-Honda                    | Adelaide          | Összefoglaló      |
| 1991     | Ayrton Senna                     | McLaren-Honda                    | Adelaide          | Összefoglaló      |
| 1990     | Nelson Piquet                    | Benetton-Ford                    | Adelaide          | Összefoglaló      |
| 1989     | Thierry Boutsen                  | Williams-Renault                 | Adelaide          | Összefoglaló      |
| 1988     | Alain Prost                      | McLaren-Honda                    | Adelaide          | Összefoglaló      |
| 1987     | Gerhard Berger                   | Ferrari                          | Adelaide          | Összefoglaló      |
| 1986     | Alain Prost                      | McLaren-TAG                      | Adelaide          | Összefoglaló      |
| 1985     | Keke Rosberg                     | Williams-Honda                   | Adelaide          | Összefoglaló      |
| 1984     | Roberto Moreno                   | Ralt-Ford                        | Calder            | Összefoglaló      |
| 1983     | Roberto Moreno                   | Ralt-Ford                        | Calder            | Összefoglaló      |
| 1982     | Alain Prost                      | Ralt-Ford                        | Calder            | Összefoglaló      |
| 1981     | Roberto Moreno                   | Ralt-Ford                        | Calder            | Összefoglaló      |
| 1980     | Alan Jones                       | Williams-Cosworth                | Calder            | Összefoglaló      |
| 1979     | Johnnie Walker                   | Lola-Chevrolet                   | Wanneroo          | Összefoglaló      |
| 1978     | Graham McRae                     | McRae-Chevrolet                  | Sandown           | Összefoglaló      |
| 1977     | Warwick Brown                    | Lola-Chevrolet                   | Oran Park         | Összefoglaló      |
| 1976     | John Goss                        | Matich-Repco/Holden              | Sandown           | Összefoglaló      |
| 1975     | Max Stewart                      | Lola-Chevrolet                   | Surfers Paradise  | Összefoglaló      |
| 1974     | Max Stewart                      | Lola-Chevrolet                   | Oran Park         | Összefoglaló      |
| 1973     | Graham McRae                     | McRae-Chevrolet                  | Sandown           | Összefoglaló      |
| 1972     | Graham McRae                     | Leda-Chevrolet                   | Sandown           | Összefoglaló      |
| 1971     | Frank Matich                     | Matich-Repco/Holden              | Warwick Farm      | Összefoglaló      |
| 1970     | Frank Matich                     | McLaren-Repco/Holden             | Warwick Farm      | Összefoglaló      |
| 1969     | Chris Amon                       | Ferrari                          | Lakeside          | Összefoglaló      |
| 1968     | Jim Clark                        | Lotus-Cosworth                   | Sandown           | Összefoglaló      |
| 1967     | Jackie Stewart                   | BRM                              | Warwick Farm      | Összefoglaló      |
| 1966     | Graham Hill                      | BRM                              | Lakeside          | Összefoglaló      |
| 1965     | Bruce McLaren                    | Cooper-Climax                    | Longford          | Összefoglaló      |
| 1964     | Jack Brabham                     | Brabham-Climax                   | Sandown           | Összefoglaló      |
| 1963     | Jack Brabham                     | Brabham-Climax                   | Warwick Farm      | Összefoglaló      |
| 1962     | Bruce McLaren                    | Cooper-Climax                    | Caversham         | Report            |
| 1961     | Lex Davison                      | Cooper-Climax                    | Mallala           | Összefoglaló      |
| 1960     | Alec Mildren                     | Cooper-Maserati                  | Lowood            | Összefoglaló      |
| 1959     | Stan Jones                       | Maserati                         | Longford          | Összefoglaló      |
| 1958     | Lex Davison                      | Ferrari                          | Bathurst          | Összefoglaló      |
| 1957     | Lex Davison Bill Patterson       | Ferrari                          | Caversham         | Összefoglaló      |
| 1956     | Stirling Moss                    | Maserati                         | Albert Park       | Összefoglaló      |
| 1955     | Jack Brabham                     | Cooper-Bristol                   | Port Wakefield    | Összefoglaló      |
| 1954     | Lex Davison                      | HWM-Jaguar                       | Southport         | Összefoglaló      |
| 1953     | Doug Whiteford                   | Talbot-Lago                      | Albert Park       | Összefoglaló      |
| 1952     | Doug Whiteford                   | Talbot-Lago                      | Bathurst          | Összefoglaló      |
| 1951     | Warwick Pratley                  | GRS-Ford                         | Narrogin          | Összefoglaló      |
| 1950     | Doug Whiteford                   | Ford                             | Nuriootpa         | Összefoglaló      |
| 1949     | John Crouch                      | Delahaye                         | Leyburn           | Összefoglaló      |
| 1948     | Frank Pratt                      | BMW                              | Point Cook        | Összefoglaló      |
| 1947     | Bill Murray                      | MG                               | Bathurst          | Összefoglaló      |
| 1940 –46 | Nem rendezték meg                | Nem rendezték meg                | Nem rendezték meg | Nem rendezték meg |
| 1939     | Alan Tomlinson                   | MG                               | Lobethal          | Összefoglaló      |
| 1938     | Peter Whitehead                  | ERA                              | Bathurst          | Összefoglaló      |
| 1937     | Les Murphy                       | MG                               | Victor Harbor     | Összefoglaló      |
| 1936     | Nem rendezték meg                | Nem rendezték meg                | Nem rendezték meg | Nem rendezték meg |
| 1935     | Les Murphy                       | MG                               | Phillip Island    | Összefoglaló      |
| 1934     | Bob Lea-Wright                   | Singer                           | Phillip Island    | Összefoglaló      |
| 1933     | Bill Thompson                    | Riley                            | Phillip Island    | Összefoglaló      |
| 1932     | Bill Thompson                    | Bugatti                          | Phillip Island    | Összefoglaló      |
| 1931     | Carl Junker                      | Bugatti                          | Phillip Island    | Összefoglaló      |
| 1930     | Bill Thompson                    | Bugatti                          | Phillip Island    | Összefoglaló      |
| 1929     | Arthur Terdich                   | Bugatti                          | Phillip Island    | Összefoglaló      |
| 1928     | Arthur Waite                     | Austin                           | Phillip Island    | Összefoglaló      |

## Legsikeresebb versenyzők
| Győzelmek | Versenyző          | Győztes évek           |
| --------- | ------------------ | ---------------------- |
| 4         | Michael Schumacher | 2000, 2001, 2002, 2004 |
| 3         | Jenson Button      | 2009, 2010, 2012       |
| 3         | Sebastian Vettel   | 2011, 2017, 2018       |
| 2         | Alain Prost        | 1986, 1988             |
| 2         | Gerhard Berger     | 1987, 1992             |
| 2         | Ayrton Senna       | 1991, 1993             |
| 2         | Damon Hill         | 1995, 1996             |
| 2         | David Coulthard    | 1997, 2003             |
| 2         | Kimi Räikkönen     | 2007, 2013             |
| 2         | Lewis Hamilton     | 2008, 2015             |
| 2         | Nico Rosberg       | 2014, 2016             |